# ツール・ド・佐伯
ツール・ド・佐伯（ツール・ド・さいき）は、九州一広い大分県佐伯市（903 km2）で開催されるサイクルイベント。スピード競技ではなく海、山、川、島の景観や様々な地域の人、食（佐伯寿司やごまだしうどんなど）を各地のエイドで堪能できる。湾に突き出した海沿いのカーブを走る沿岸線、リアス式海岸特有のアップダウンの激しい山道と緑の木々、壮大な自然を駆け抜ける佐伯堪能型ステージが用意されており、佐伯人の人柄もにじみ出る温かいおもてなしにも注目が集まる。
2016年10月9日に初開催され、それ以降ほぼ毎年10月に開催されている（コロナ禍を除く）。
2022年10月8日土曜日　参加者数は1087人。